# Kurhany Semibratnieje
Kurhany Semibratnieje, Kurhany Siedmiu Braci – zespół 7 syndyckich kurhanów położonych na lewym brzegu rzeki Kubań w Kraju Krasnojarskim w Rosji, w pobliżu grodziska Semibratnieje.
Zostały odkryte w latach 1875–1876 przez rosyjskiego archeologa W.G. Tyzenhausena. Wysokość kurhanów waha się obecnie w granicach od 3,2 do 15 m. Zawierały pochówki z V i IV wieku p.n.e.
Cztery z kurhanów, oznaczone numerami 1, 3, 5, 7, były ograbione już w przeszłości. Odnaleziono w nich jedynie pochówki koni i przedmioty pozostawione przez złodziei, z ich punktu widzenia bezwartościowe.

## Kurhan nr 2
Kurhan nr 2 jest największym kurhanem pod względem rozmiarów. Pochodzi z lat 450-400 p.n.e. Zachowała się w nim prostokątna komora grobowa o długości 8 m i szerokości 6 m. Jej podłoga i ściany wyłożone były wapiennymi płytami, a całość przykryta była drewnianym pomostem. Około trzech czwartych grobowca zapełniało 13 szkieletów końskich w uzdach z brązowymi wędzidłami.
Północno-wschodni róg pomieszczenia był odgrodzony i tutaj spoczywał szkielet zmarłego. Szkielet ułożony był na plecach z głową skierowaną na wschód i wyprostowanymi kończynami. Zmarły miał na sobie skórzany pancerz pokryty licznymi żelaznymi i brązowymi pozłacanymi blaszkami. Przód pancerza zdobiła duża, srebrna blacha przedstawiającego jelenia i jelonka z umownym, szkicowo zaznaczonym porożem, oraz orła z rozwiniętymi skrzydłami i z głową opuszczoną w dół. Po prawej stronie szkieletu leżał miecz, żelazne groty włóczni i brązowe groty strzał. Na szyi zmarłego znajdował się lity naszyjnik oraz kolia ze 126 złotych rurek. Szczątki zmarłego przykrywała kapa ozdobiona złotymi blaszkami. Nie zachowała się ona do czasu odkrycia grobowca, pozostałością po niej pozostały złote blaszki w liczbie około 300 z wyrytymi, rozmaitymi przedstawieniami m.in. głowy bogini Ateny w hełmie, męskich i żeńskich głów z profilu, nagiego chłopca, przedniej części byka, skrzydlatego sfinksa, lwa, leżącego jelenia, głowy barana, głowy Meduzy, leżącego górskiego kozła, sylwetki sowy i kury. Przy zmarłym leżały także:
- duży srebrny ryton ze złotą końcówką, kończącą się głową lwa,
- 2 greckie czarki z czarnej laki,
- płaska srebrna waza (fiala), ozdobiona w środku kręgiem główek mitologicznych towarzyszy greckiego boga Dionizosa – sylenów,
- kubek z brązu i drugi z alabastru,
- duże brązowe naczynie na 3 lwich nóżkach i z 2 rączkami w kształcie lwów i żmij,
- srebrny kyliks – płaskiej greckiej wazy służącej do picia wina, z grawerowanymi i pozłacanymi figurami, wyobrażającymi Bellerofonta zabijającego Chimerę.

Brązowe ozdoby uprzęży, złote aplikacje odzieży z przedstawieniami realnych i fantastycznych zwierząt, złota biżuteria i broń oraz skórzany pancerz ze złotymi aplikacjami nawiązywały do scytyjskiego stylu zwierzęcego.

## Kurhan nr 4
Kurhan nr 4 pochodzi z lat 475-450 p.n.e. Wysokość jego wynosi 13 m. W momencie odkrycia okazało się, że już wcześniej był ograbiony. Jednak złodzieje nie wynieśli wszystkiego. Odnaleziono tu 3 rytony: jeden srebrny, dużych rozmiarów, zakończony wyobrażeniem przedniej części ciała skrzydlatego kozła górskiego oraz 2 złote: jeden zakończony głową barana, a drugi – przedniej części psa. Górne części rytonów były wykonane z rogów i ozdobione złotymi okrągłymi blaszkami z wyobrażeniami zwierząt: orła trzymającego zająca, lwa na leżącym jeleniu, lamparta atakującego górskiego kozła i smoka z otwartą paszczą. Odkryto tu także srebrny kyliks z wyobrażeniem bogini Nike, a także niedużą srebrną czarkę, 7 amuletów i złotą bransoletę zakończoną główkami żmij.
W osobnej części grobowca, odgrodzonej deskami, odnaleziono broń i skórzany pancerz z dużą brązową płytą z przodu, z wyobrażeniem głowy Meduzy. Znajdowały się tam również liczne przedmioty z brązu, w tym kocioł, kandelabr, rączka zwierciadła, a także naczynia gliniane. I w tym kurhanie znajdowały się również pochówki koni z ozdobioną w stylu zwierzęcym uprzężą.

## Kurhan nr 6
Kurhan nr 6 miał wysokość 11 m. Zawierał komorę grobową, składającą się z 3 części, przy czym część północna dzieliła się jeszcze na 2 pomieszczenia:wschodnie i zachodnie. Ściany były pokryte płytami wapiennymi, poszczególne części grobu również oddzielały płyty wapienne. We wschodnim pomieszczeniu znajdował się drewniany sarkofag, w zachodnie pomieszczeniu i w środkowej części grobowca zgromadzony był inwentarz, w południowej części znajdowały się szkielety 7 koni.
W sarkofagu znajdował się szkielet, obok którego były resztki futrzanej czapki i 3 nieduże srebrne naczynia. Na piersi zmarłego znaleziono 2 złote wisiorki i ponad 110 blaszek z widokiem m.in. siedzącego sfinksa, głowy Meduzy, głowami kobiet, a na palcach – 3 złote pierścienie. Oprócz tego w sarkofagu znajdowały się resztki żelaznego pancerza i miecza, brązowe groty strzał i żelazne groty kopii. W sąsiednim mniejszym pomieszczeniu, przeznaczonym dla rzeczy zmarłego, odnaleziono amfory na wino, wazę z czarnej laki z wyobrażeniem 2 atletów oraz proste brązowe zwierciadło z drewnianą rączką. W środkowej części grobu odkryto gliniane i brązowe naczynia, szkatułka pokrytą kościanymi płytkami z przedstawieniami siedzących bogini Afrodyty i Erosa.

## Pozostałe kurhany
Kurhan nr 5 był ograbiony wcześniej. Zachowała się tylko komora ze szkieletami 12 koni.
Trzy kurhany (nr 1, 3 i 7) zostały wybudowane później i są datowane na IV wiek p.n.e. One także zostały ograbione, ale niektóre elementy wyposażenia grobowego w nich się zachowały.
W kurhanie nr 1 o wysokości 15 m znajdowała się kamienna komora i, podobnie jak i w innych kurhanach, pokryta balami drewnianymi. Znaleziono w niej kościane groty strzał i części starogreckiego naczynia.
W kurhanie nr 3 była także kamienna komora, ale przykryta 3 wielkimi płytami. Odnaleziono tutaj srebrną rękojeść starogreckiego miecza tzw. machairy, zakończoną głowa gryfona. Odnaleziono tam też złote blaszki aplikacyjne z wyobrażeniami m.in. lwa, leżącego kozła, kiści winogron, a także pierścień z wyobrażeniem niedźwiedzia, kawałki naczyń srebrnych i alabastrowych oraz rozbitą wazę z Thasos, która pozwoliła ustalić wiek grobowca.
W kurhanie nr 7 była także kamienna komora, która była rozdzielona na 2 części: większą, przeznaczoną dla zmarłego, i mniejszą – dla wyposażenia grobowego. Tutaj odkryto resztki żelaznego pancerza, brązowe groty strzał, złote i srebrne blaszki.